# Uvinza
Uvinza es un valiato de Tanzania perteneciente a la región de Kigoma.
En 2012, el valiato tenía una población de 383 640 habitantes, de los cuales 35 231 vivían en el propio ward de Uvinza.
La localidad fue fundada como poblado ferroviario del África Oriental Alemana con el nombre de "Neu Gottorp", albergando una estación en la línea de Kigoma a Dar es-Salam. En 2007 se decidió que partiera de dicha estación el ferrocarril a Buyumbura. El valiato fue creado en marzo de 2012 al separarse del vecino valiato de Kigoma, estableciéndose la sede administrativa del nuevo valiato en la localidad de Lugufu, ubicada a unos 30 km de la propia Uvinza. La localidad es conocida por su producción de sal.
El valiato se ubica en la costa nororiental del lago Tanganica. El parque nacional de los Montes Mahale pertenece a este valiato. La localidad se ubica unos 80 km al sureste de la capital regional Kigoma, sobre la carretera B8 que une Kampala con Kasama. Al este de la localidad sale una carretera que lleva a Tabora.

## Subdivisiones
Comprende los siguientes wards:
- Buhingu
- Igalula
- Ilagala
- Itebula
- Kalya
- Kandaga
- Kazuramimba
- Mganza
- Mtego wa Noti
- Nguruka
- Sigunga
- Simbo
- Sunuka
- Uvinza